# Richard Bertie (14e comte de Lindsey)
Richard Henry Rupert Bertie, 14e comte de Lindsey et 9e comte d'Abingdon (né le 28 juin 1931) est un pair anglais.

## Jeunesse
Lindsey est le fils du Major Arthur Michael Cosmo Bertie (1886–1957) et, sa première épouse, Aline Rose (née Arbuthnot- Leslie) Ramsay. Avant le mariage de ses parents, sa mère est mariée à Charles Fox Maule Ramsay (le quatrième fils de John Ramsay (13e comte de Dalhousie)), décédé en 1926. Après la mort de sa mère, son père épouse Lilian Isabel (née Cary-Elwes) Crackanthorpe, une fille de Charles Edward Cary-Elwes, en mai 1949.
Son père est le deuxième fils de Montagu Bertie (7e comte d'Abingdon) issu du deuxième mariage de son grand-père avec Gwendoline Mary Dormer, une fille du lieutenant-général James Charlemagne Dormer, officier de l'armée britannique. Son père hérite du comté en 1938 de son cousin éloigné, Montague Bertie (12e comte de Lindsey). Ses grands-parents maternels sont George Arbuthnot-Leslie et Mary Rose Leslie, 12e de Warthill, le chef du clan Leslie. Son oncle est William Douglas Arbuthnot-Leslie, 13e de Warthill (ancêtre direct de l'actrice Rose Leslie).
Il fait ses études au Ampleforth College.

## Carrière
Bertie fait son service national avec le Royal Norfolk Regiment, devenant sous-lieutenant le 6 février 1952 avec une ancienneté à partir du 3 février 1951. Le 25 juillet 1952, il reçoit le grade intérimaire de lieutenant, et la promotion est rendue substantielle le 28 juin 1954 avec ancienneté à compter de la date de son grade intérimaire. Bertie est transféré à la Réserve de l'Armée régulière de la Réserve d'urgence de l'Armée le 24 septembre 1957.
Entre 1958 et 1996, il est courtier du Lloyd's. En 1963, il succède à son demi-cousin en tant que comte de Lindsey et Abingdon et grand intendant héréditaire d'Abingdon.

## Vie privée
En 1957, Bertie épouse Norah Elizabeth Farquhar-Oliver, la deuxième fille de Mark Farquhar-Oliver (deuxième fils d'Henry Farquhar, 4e baronnet) et Norah Frances Sapphire Farquhar (la fille aînée et cohéritière du major Francis Douglas Farquhar et Lady Evelyn Hely-Hutchinson, elle-même la fille aînée de John Hely-Hutchinson (5e comte de Donoughmore)). Ensemble, ils ont deux fils et une fille : 
- Henry Mark Willoughby Bertie, Lord Norreys (né en 1958), qui épouse Lucinda Sol Morsoom, une cousine de Toby Young, tous deux descendants de l'amiral Robert Moorsom, en 1989[1]
- Annabel Frances Rose Bertie (née en 1969)
- Alexander Michael Richard Willoughby Bertie (né en 1970), qui épouse Catherine Davina Cameron, une fille de Gordon Cameron, en 1998[1]

Il vit à Gilmilnscroft House, près de Mauchline, un siège de la famille de sa femme, les Farquhars.